# Nguyễn Thị Mỹ Anh
Nguyễn Thị Mỹ Anh (* 27. November 1994 in Ho-Chi-Minh-Stadt) ist eine vietnamesische Fußballspielerin.

## Karriere

### Vereine
Auf Klubebene war sie ab 2013 beim Hồ Chí Minh City I WFC. Im Jahr 2023 soll sie beim TNG Thái Nguyên WFC spielen.

### Nationalmannschaft
Erste Einsätze für die vietnamesische A-Nationalmannschaft sammelte sie ab dem Jahr 2018. Hier war sie Teil des Kaders der Mannschaft bei den Asienspielen 2018. Nach ein paar Jahren ohne Einsätze folgten weitere im Rahmen der Asienmeisterschaft 2022. Auch danach folgten noch weitere Einsätze bei Freundschaftsspielen.
Am 2. Juli 2023 wurde sie für den finalen Kader bei der Weltmeisterschaft 2023 nominiert.